# محمد بك التبريزي
محمد بك التبريزي (بالفارسية: محمد بیگ تبريزى) كان الصدر الأعظم للدولة الصفوية في الفترة ما بين سنتي 1654 حتى سنة 1661. تُوفي سنة 1672 وهو في طريقه إلى أصفهان، ويُعتقد أنَّ مُنافسه والصدر الأعظم آنذاك شيخ علي خان زنكنه دسَّ له السُم خوفًا من استرجاعه منصبه.